# Jamel Dean
Jamel Dean (geboren am 16. Oktober 1996 in Cocoa, Florida) ist ein US-amerikanischer American-Football-Spieler auf der Position des Cornerbacks. Er spielte College Football für die Auburn University und steht seit 2019 bei den Tampa Bay Buccaneers in der National Football League (NFL) unter Vertrag, mit denen er den Super Bowl LV gewann.

## College
Dean besuchte die Highschool in seiner Heimatstadt Cocoa, Florida, und spielte dort Football als Cornerback und als Wide Receiver. Im Jahr 2014 zog er sich einen Kreuzbandriss im rechten Knie zu, konnte aber dennoch seine gesamte letzte Saison an der Highschool spielen. Im letzten Saisonspiel verletzte er sich am selben Knie erneut und erlitt einen Meniskusriss. Ab 2015 ging Dean auf die Ohio State University, um College Football für die Ohio State Buckeyes zu spielen. Allerdings erhielt er von den Buckeyes aufgrund seiner Verletzung von den Ärzten der Buckeyes keine Spielerlaubnis. Daraufhin holte Dean sich eine zweite Meinung von einem unabhängigen Arzt und entschloss sich daraufhin zu einem Wechsel auf die Auburn University. Aufgrund der NCAA-Transferbestimmungen musste Dean zunächst die Saison 2015 aussetzen, bevor er ab 2016 für die Auburn Tigers spielberechtigt war. In der Vorbereitung auf die Saison 2016 erlitt Dean jedoch einen weiteren Rückschlag, als er sich im Training das linke Kreuzbandriss und damit die gesamte Spielzeit verpasste. In den folgenden beiden Jahren war er schließlich Stammspieler bei den Tigers, dabei gelangen ihm insgesamt 73 Tackles, ein Sack, zwei Interceptions und 17 abgewehrte Pässe. Nach der Saison 2018 gab er den Verzicht auf eine weitere Saison am College und seine Anmeldung für den NFL Draft bekannt.

## NFL
Im NFL Draft 2019 wurde Dean in der dritten Runde an 94. Stelle von den Tampa Bay Buccaneers ausgewählt. Als Rookie sah er zunächst kaum Spielzeit in der Defensive, sondern überwiegend in den Special Teams. Am neunten Spieltag ersetzte Dean bei der Partie gegen die Seattle Seahawks  Starter Carlton Davis, der sich beim Aufwärmen verletzt hatte. Er konnte vier Pässe verhindern, zeigte aber mit drei verschuldeten Touchdowns dennoch keine überzeugende Leistung. In den folgenden Wochen spielte Dean wesentlich besser, insgesamt wehrte er in seiner ersten NFL-Saison 17 Pässe ab und fing zwei Interceptions. In der Saison 2020 gelangen Dean als dritten Cornerback der Buccaneers hinter Davis und Sean Murphy-Bunting in sieben Partien der Regular Season als Starter 59 Tackles, sieben verhinderte Pässe sowie einen Pick Six bei der Partie gegen die Green Bay Packers in Woche 6. Zudem war Dean in allen vier Play-off-Partien der Buccaneers Starter und gewann mit ihnen den Super Bowl LV mit 31:9 gegen die Kansas City Chiefs. In der Saison 2021 entwickelte Dean sich zum Nummer-zwei-Cornerback neben Davis und verzeichnete 53 Tackles, neun verhinderte Pässe und zwei Interceptions und konnte sich auch in der Vorbereitung auf die Saison 2022 gegenüber Murphy-Bunting durchsetzen. Am zweiten Spieltag der Saison 2022 gelangen Dean gegen die New Orleans Saints zwei Interceptions. Im März 2023 einigte Dean sich mit den Buccaneers auf eine Vertragsverlängerung um vier Jahre im Wert von 52 Millionen US-Dollar, wovon 21,5 Millionen US-Dollar garantiert sind.

### NFL-Statistiken
| Saison                             | Saison | Spiele | Spiele      | Tackles | Tackles | Tackles | Tackles | Interceptions | Interceptions | Interceptions | Interceptions | Interceptions | Fumbles | Fumbles | Fumbles |
| Jahr                               | Team   | Spiele | als Starter | Gesamt  | Solo    | Ast     | Sacks   | PD            | INT           | Yds           | Lng           | TD            | FF      | FR      | TD      |
| ---------------------------------- | ------ | ------ | ----------- | ------- | ------- | ------- | ------- | ------------- | ------------- | ------------- | ------------- | ------------- | ------- | ------- | ------- |
| 2019                               | TB     | 13     | 5           | 21      | 16      | 5       | 0,0     | 17            | 2             | 31            | 31            | 0             | 0       | 0       | 0       |
| 2020                               | TB     | 14     | 7           | 62      | 51      | 11      | 0,0     | 7             | 1             | 32            | 32            | 1             | 0       | 0       | 0       |
| 2021                               | TB     | 15     | 11          | 53      | 44      | 9       | 0,0     | 9             | 2             | 6             | 6             | 0             | 0       | 0       | 0       |
| 2022                               | TB     | 15     | 15          | 57      | 45      | 12      | 0,0     | 8             | 2             | 24            | 24            | 0             | 0       | 0       | 0       |
| 2023                               | TB     | 13     | 13          | 61      | 46      | 15      | 0,0     | 4             | 0             | 0             | 0             | 0             | 0       | 2       | 0       |
| 2024                               | TB     | 12     | 12          | 59      | 45      | 14      | 0,0     | 7             | 1             | 0             | 0             | 0             | 1       | 0       | 0       |
| Gesamt                             | Gesamt | 82     | 63          | 313     | 247     | 66      | 0,0     | 52            | 8             | 93            | 32            | 1             | 1       | 2       | 0       |
| Quelle: pro-football-reference.com |        |        |             |         |         |         |         |               |               |               |               |               |         |         |         |